# Гіоргі Лорія
Гіоргі Лорія (груз. გიორგი ლორია, нар. 27 січня 1986, Тбілісі) — грузинський футболіст, воротар клубу «Крила Рад» (Самара).
Виступав, зокрема, за клуб «Динамо» (Тбілісі), а також національну збірну Грузії.
Триразовий чемпіон Грузії. Триразовий володар Кубка Грузії.

## Клубна кар'єра
Народився 27 січня 1986 року в місті Тбілісі. Вихованець футбольної школи клубу «Динамо» (Тбілісі). Дорослу футбольну кар'єру розпочав 2004 року в основній команді того ж клубу, в якій провів десять сезонів, взявши участь у 141 матчі чемпіонату. За цей час тричі виборював титул чемпіона Грузії.
Згодом з 2014 по 2015 рік грав у Греції,  у складі команд клубів ОФІ та «Олімпіакос».
До складу російського «Крила Рад» (Самара) приєднався 2015 року. Відтоді встиг відіграти за самарську команду 31 матч в національному чемпіонаті.

## Виступи за збірні
У 2007 році залучався до складу молодіжної збірної Грузії. На молодіжному рівні зіграв у 2 офіційних матчах, пропустив 5 голів.
У 2008 році дебютував в офіційних матчах у складі національної збірної Грузії. Наразі провів у формі головної команди країни 35 матчів, пропустивши 43 голи.

## Титули і досягнення
- Чемпіон Грузії (3):

«Динамо» (Тбілісі): 2007-2008, 2012-2013, 2013-2014
- Володар Кубка Грузії (3):

«Динамо» (Тбілісі):  2008-2009, 2012-2013, 2013-2014
- Володар Суперкубка Грузії (3):

«Динамо» (Тбілісі):  2005, 2008, 2023
- Володар Кубка Кіпру (1):

«Анортосіс»:  2020-2021